# أغتشة كهل
أغتشة كهل هي قرية في مقاطعة مراغة، إيران. عدد سكان هذه القرية هو 57 في سنة 2006.